# Cuarteto tradicional gallego
El cuarteto tradicional  (cuarteto enxebre en gallego)  es una forma de agrupación musical tradicional gallega formada por dos gaitas, un tambor y un bombo.

## Características
Debido a la dificultad existente para armonizar el sonido de la gaita confeccionadas de forma tradicional, en la tradición musical gallega el gaitero ha sido históricamente un intérprete solista. En cada zona del país existían uno o más artesanos que elaboraban las gaitas a su manera, con particularidades en cuanto a escalas y timbres. Asimismo, cada gaitero elaboraba sus propias palletas (lengüetas) y pallones, buscando un sonido a su gusto. Por tanto, aunque probablemente hubo intentos previos, no fue hasta los años 1920 cuando los avances en organología permitieron tocar varias gaitas juntas.
Los gaiteros de Soutelo fueron quienes difundieron en Galicia la moda de los cuartetos con dos gaitas, conjunto que alcanzó una enorme popularidad en el periodo anterior a la Guerra Civil Española. El gaitero de esta agrupación, Avelino Cachafeiro, fue elegido en 1924, en vísperas de la fiesta nacional de Galicia, como mejor gaitero del país en presencia de los referentes del galleguismo de su época. A partir de ese momento la fama de su grupo se multiplicó, llegando a grabar un disco en 1928 y realizar una gira por el continente americano.
Si bien en las zonas rurales se mantuvo el predominio de gaiteros solistas y cuartetos de gaitas y clarinetes, cuartetos de dos gaitas y tambor tradicional, la imagen de los Gaiteros de Soutelo, proliferó en la Galicia más urbana, sobre todo hasta los años 1960.